# HansaWorld
HansaWorld — шведская компания-разработчик программного обеспечения для организаций, прежде всего, ERP-систем для малого и среднего бизнеса.
Основана в 1988 году Карлом Болином. Численность сотрудников — около 300.

## Продукты
HansaWorld Enterprise — ERP-система, состоящая из 45 модулей, включая финансы, логистику, пункт продаж, калькуляцию проектов, CRM, электронную почту и электронную коммерцию; инсталляции варьируются от 10 до 250 пользователей.
HansaWorld Express — система для малого и среднего бизнеса (до 10 пользователей), включающая модули финансов, логистику, управление воронкой продаж, а также некоторые возможности, специфичные для различных отраслей.
HansaWorld FirstOffice — пакет для ведения бухгалтерского учёта для малых предприятий и организаций, обеспечивающий управление финансами, ведение кассы, реестров поставщиков, управление основными средствами, авансовыми отчётами и складом.
Также существуют клиенты для всех систем семейства HansaWorld, работающие в телефонах Nokia и под управлением мобильных операционных систем iOS, Android, Windows Phone. 